# Pieve di Caminino
La pieve del Caminino è un edificio sacro situato in una proprietà privata nel comune di Roccastrada.
Menzionata dal secolo XI con la dedicazione a San Genziano, e nel 1188 da Papa Clemente III come "Plebem de Caminino", figura nel 1275-76 con il titolo di San Feriolo. Già dal Trecento iniziò a decadere, tanto che alla fine del Cinquecento era in rovina e le reliquie dei Santi Feriolo e Genziano vennero trasferite nella chiesa di Sant'Andrea a Montemassi.
Nel 1637 si provvide a ricostruire la chiesa, con annesso romitorio, ma alla fine del Settecento il complesso era nuovamente in rovina.
Le strutture della chiesa romanica, inclusa nel complesso recentemente restaurato, sono parzialmente distinguibili; la facciata a capanna è connotata da una bifora con un capitello a gruccia, l'interno risulta suddiviso in tre navate da arcate impostate su colonne e pilastri con capitelli dai rustici decori geometrici. Oggi è una proprietà privata, le antiche strutture sono visitabili solo dagli ospiti dell'agriturismo. Le navate della ex pieve ospitano permanentemente opere di Romualdo e Raffaello Locatelli.   